# Усадьба Великолеповых
Городская усадьба Великолеповых — здание-достопримечательность в Москве. Находится в районе Замоскворечье Центрального административного округа по адресу: Пятницкая улица, дом 19, строение 1. Охраняется как объект культурного наследия федерального значения.

## История
Городская усадьба Великолеповых построена в XVIII веке. Территорией владел купец С. Иванов. В 1782 году основное здание перестроено. В документах того времени она называется: «каменный корпус с подъездом на погребах». В 1812 году усадьба сильно пострадал от пожара и от основного здания остались только стены. В 1817 году городская жительница Фёкла Великолепова завладела территорией и по её просьбе главный дом отремонтировали. В конце XIX века и начале XX века владением управляют Маховы, купцы Московские. По их инициативе первый этаж основного здания переделан для размещения здесь торгового помещения — магазина.
После революции 1917 года на территории усадьбы сделаны жилые дома с коммунальными квартирами. В служебных зданиях помещены разные организации. С 1970-х годов по 1980-е года основное здание и территория усадьбы стала частью Главного управления охраны памятников города Москвы. Они провели на месте ремонтно-реставрационные работы. В конце 1980-х годов у входа помещены львы. Они раньше находились на воротах в «доме Анны Монс», построенном в XVII веке. Однако во время постройки одного из зданий для завода НИИ точных приборов ворота разобрали и львов демонтировали. Директор завода увидел, что они валяются в коробках на улице, и настоял, чтобы их отдали Главному управлению охраны памятников истории и культуры города Москвы.
В XXI веке в главном доме работает Департамент культурного наследия города Москвы.

## Архитектура
В усадьбе было главное здание, флигель, двухэтажный из камня, служебные дома. В 1817 году главный дом выдержан в стиле классицизма. Затем построен мезонин из дерева. Служебные дома полностью сгорели, потому на их месте возвели конюшни, складские помещения и сараи. Снаружи на входе в главный дом располагаются львы, сделанные из белого камня.